# Anna Moffo

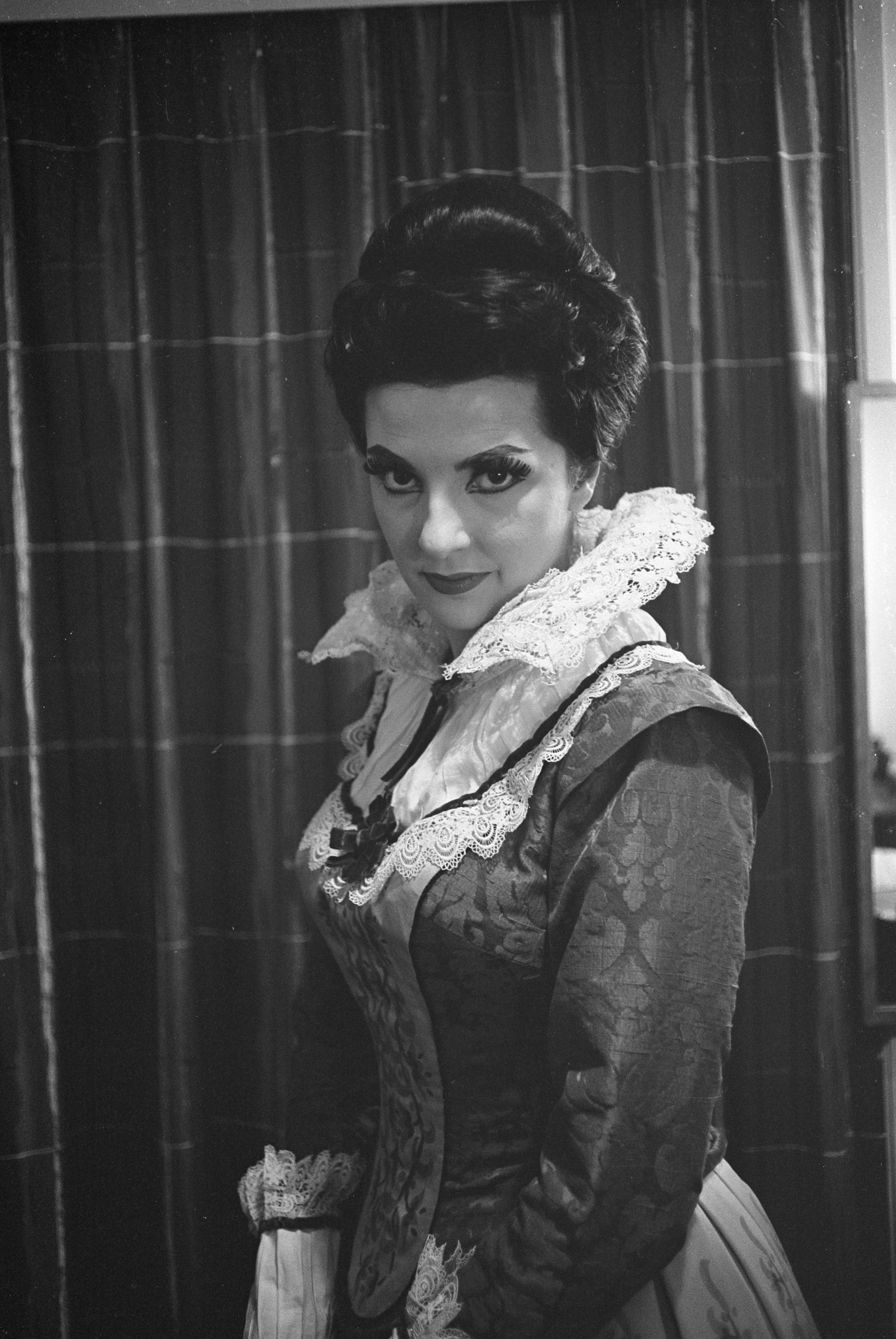
Anna Moffo, vestida de Elvira, Opera I Puritani, 1962.

Anna Moffo (Wayne, Pensilvania, 27 de junio de 1932-Nueva York, 9 de marzo de 2006) fue una soprano estadounidense, hija de padres italianos y famosa durante los años 1960. Moffo fue muy admirada por la pureza de su voz y su belleza física, adjudicándose el apodo de La Bellissima.
Después de graduarse en la escuela secundaria, Moffo recibió una oferta para ir a Hollywood para hacer cine, pero no aceptó por su intención de convertirse en monja. Sin embargo, obtuvo una beca del Instituto de música Curtis, que la llevó a estudiar a Filadelfia. Poco después, en 1955, ganó el premio Young Artists Audition y una beca de la Fundación Fulbright para estudiar en el Conservatorio Santa Cecilia en Roma.
Moffo debutó en 1955 en el papel de Norina en Don Pasquale de Donizetti, en Spoleto. El siguiente año se presentó en una producción para la televisión de Madama Butterfly, bajo el director de escena Mario Lanfranchi, productor de la RCA Victor y la RAI, y quien se convirtió en 1957 en su esposo. Ese año, Moffo debutó en La Scala en Falstaff y en los Estados Unidos con la Ópera Lírica de Chicago en el papel de Mimí de La Bohème.
Anna Moffo llegó al Metropolitan en 1959 con Violetta de La Traviata, papel que interpretó en 80 ocasiones sobre el mismo escenario. Y cantó nuevamente en ese teatro en la temporada de 1960-61 en tres roles diferentes, Gilda de Rigoletto , Adina de L'elisir d'amore, y Liù de Turandot, junto a Birgit Nilsson y Franco Corelli.
En 1960, grabó en vivo en Milán para RAI La Figlia del Reggimento, bajo la dirección de Franco Mannino.
En 1960 debutó con éxito en el Teatro Colón de Buenos Aires con La Traviata, regresando en 1965 para la misma ópera.
Grabó con Maria Callas La Bohème en el papel de Musetta.
Moffo se divorció de Lanfranchi en 1972 y se casó con el antiguo presidente de la RCA, Robert Sarnoff, en 1974. A finales de los años 1970, Moffo abordó los personajes más pesados de Verdi, como Leonora (Il Trovatore) y Lina (Stiffelio).
Moffo fue particularmente popular en Italia. Allí presentó el show de Anna Moffo desde 1960 hasta 1973 y fue votada como una de las diez mujeres más bellas de Italia.

## Discografía
| Año  | Obra                     | Elenco                                                  | Director, teatro de ópera y orquesta            | Sello discográfico            |
| ---- | ------------------------ | ------------------------------------------------------- | ----------------------------------------------- | ----------------------------- |
| 1957 | Madama Butterfly         | Anna Moffo Cesare Valletti Rosalind Elias Renato Cesari | Erich Leinsdorf, Ópera de Roma Coro y Orquesta. | CD: RCA Cat: G010000267461G   |
| 1960 | Arias de Fausto y otros. | Anna Moffo                                              | Ópera de Roma Coro y Orquesta.                  | CD: SONY BGM Cat: 09026635302 |
| 1960 | La traviata              | Anna Moffo Richard Tucker Robert Merrill Anna Reynolds  | Ópera de Roma Coro y Orquesta.                  | CD: ALTO Cat: ALC2026         |